# Sonic & Knuckles
Sonic & Knuckles (ソニック&ナックルズ?, Sonikku to Nakkuruzu) è un videogioco a piattaforme della serie di Sonic the Hedgehog sviluppato dallo studio giapponese Sonic Team in collaborazione con lo studio statunitense Sega Technical Institute e pubblicato da SEGA sulla piattaforma Sega Mega Drive nel 1994. Si tratta del sequel diretto di Sonic the Hedgehog 3, pubblicato agli inizi dello stesso anno e con cui doveva essere un unico gioco. La cartuccia di gioco utilizza la particolare tecnologia chiamata lock-on, che permette ad un'altra cartuccia di essere attaccata ad essa.
Sequel diretto di Sonic the Hedgehog 2 e Sonic the Hedgehog 3, è il quinto capitolo principale della saga e il primo dove Knuckles the Echidna appare per la prima volta come personaggio giocabile a tutti gli effetti.

## Trama

### Storia di Sonic
Sonic & Knuckles comincia dalla fine di Sonic the Hedgehog 3. Nel gioco precedente, dopo la sconfitta del Dottor Robotnik alla Launch Base, la sua base spaziale appena ricostruita, il Death Egg, cadde sul vulcano di Lava Reef. Questa volta, il perfido scienziato cerca nuovamente di riparare il Death Egg, tentando di utilizzare il Master Emerald per alimentare il suo motore. Questo potente smeraldo, che dà potere ai sette Chaos Emerald, è custodito da Knuckles. Robotnik riuscì precedentemente a mettere Knuckles contro Sonic e Tails facendogli credere che loro fossero i cattivi. Knuckles viene però a conoscenza della verità quando nella Hidden Palace si vede sottrarre il Master Emerald dal dottore. Dopodiché, Sonic, Tails e Knuckles decidono di collaborare per fermare Robotnik e salvare Angel Island. Dopo aver superato il Santuario del Cielo, la Sky Sanctuary Zone, dove Sonic deve vedersela con un suo clone meccanico Mecha Sonic, il riccio riesce ad infiltrarsi nel Death Egg, appena decollato dal suo cratere d'impatto. Qui, grazie ai sette Chaos Emerald, Sonic diviene Super Sonic e sconfigge Robotnik dopo una lunga battaglia nello spazio. Dopo aver recuperato il Master Emerald, Angel Island torna finalmente alla pace.
Se si raccolgono tutti gli smeraldi, viene mostrata una scena in cui, dalle macerie, sbuca uno dei robot dalle sembianze del dottore: un EggRobo, dando inizio alla storia di Knuckles.

### Storia di Knuckles
Un'EggRobo, proveniente da Sky Sanctuary, cerca di fare un agguato con una bomba a Knuckles, mentre quest'ultimo cerca di rilassarsi assieme ai suoi amici animali. L'echidna comincia dall'inseguimento del robot e viene condotto in alcune delle stesse zone già attraversate da Sonic. Questo si conclude allo Sky Sanctuary, dove l'EggRobo cerca di lavorare assieme a Mecha Sonic, sopravvissuto ad un precedente combattimento con il vero Sonic. Qui l'EggRobo cattura Knuckles, tenendolo fermo per permettere a Mecha Sonic di caricarsi verso di lui; l'echidna però si libera e Mecha Sonic distrugge involontariamente il robot. A questo punto comincia la battaglia contro Mecha Sonic. Quando sembra che Knuckles abbia vinto la battaglia contro il robot, Mecha Sonic sfrutta l'energia del Master Emerald per trasformarsi in Super Mecha Sonic, ma Knuckles riesce a sconfiggerlo e a recuperare il Master Emerald. Dopodiché, Knuckles viene salvato da Sonic col suo aeroplano prima che Sky Sanctuary venga distrutto assieme al robot.

## Modalità di gioco
Il gameplay si concentra su Sonic e Knuckles (quest'ultimo non era giocabile in Sonic the Hedgehog 3 in quanto aveva il ruolo di antagonista). Tails viene inoltre rimosso dai personaggi giocabili. Essenzialmente, il gioco presenta due storie separate, che variano in base al personaggio scelto all'inizio della partita. Anche se l'aspetto delle zone è uguale per entrambi i personaggi, la loro struttura cambia in certi punti del gioco. Anche alcuni boss sono differenti, soprattutto il Dr. Robotnik che nella storia di Knuckles è rimpiazzato da uno dei tanti robot nemici del livello Sky Sanctuary chiamati EggRobo. Le differenze tra i livelli delle due storie cominciano a presentarsi maggiormente dalla Lava Reef Zone in poi. Lo stile di gioco, seppur sostanzialmente simile, non è uguale tra i due personaggi. Sonic e Knuckles infatti non hanno le stesse mosse: Sonic può saltare più in alto e correre più velocemente mentre Knuckles può planare e usare la sua grandissima forza per scalare le pareti, spaccare alcuni muri e spingere gli oggetti più velocemente. Sonic può inoltre generare uno scudo istantaneo di brevissima durata.
A differenza del suo predecessore, questo gioco non fa utilizzo dei blocchi di salvataggio. Come in Sonic the Hedgehog 3, ci sono due tipi di livelli segreti: i Bonus Stage e gli Special Stage.

Il diagramma mostra come far apparire gli anelli procedendo lungo il perimetro di un gruppo di sfere blu.

I Bonus Stage possono essere raggiunti collezionando venti anelli (o cinquanta per raggiungere il secondo Bonus Stage) e saltando dentro il cerchio di stelle sprigionato dai checkpoint in ogni zona. Il primo Bonus Stage è strutturato come una slot machine (simile alle slot machines della Casino Night Zone apparsa precedentemente in Sonic the Hedgehog 2), incorporando inoltre elementi del Bonus Stage di Sonic the Hedgehog. Il secondo Bonus Stage, invece, è un percorso verticale, in cui vi sono diverse sfere magnetiche che Sonic può usare per lanciarsi verso l'alto. Lungo la via, il giocatore può raccogliere delle sfere, che contengono diversi power-up come scudi o anelli. Questo Bonus Stage finisce quando Sonic tocca il campo di forza che lo insegue per tutto il percorso, oppure quando si raggiunge la sommità del livello.
Gli Special Stage sono accessibili attraverso degli anelli giganti sparsi per i livelli di gioco e in ognuno di loro è nascosto un Chaos Emerald (o un Super Emerald in Sonic 3 & Knuckles) per un totale di 7 livelli. Saltando in questi anelloni si viene trasportati istantaneamente su una sorta di un enorme globo a scacchiera i cui colori variano di livello in livello (se il giocatore possiede già tutti gli smeraldi riceverà 50 anelli).
Nel livello il personaggio può muoversi in ogni direzione seguendo le linee dei quadrati, il giocatore può controllare solo la direzione del personaggio e saltare premendo rispettivamente i pulsanti direzionali del d-pad o il comando del salto sul controller in quanto, il personaggio, si muove avanti automaticamente. Prima che il livello inizi compare la scritta "Get Blue Spheres"; lo scopo del giocatore è infatti di trovare tutte le sfere blu sparse per il livello stando attento a non toccarne nessuna di quelle rosse dal momento che ne risulterebbe la conclusione prematura del livello. Toccando una sfera blu essa diverrà rossa e una volta toccate tutte si vince un Chaos/Super Emerald. Vi sono inoltre delle sfere bianche con una stella rossa che, se toccate, spingono il personaggio nella direzione opposta e, solo in Sonic & Knuckles/Sonic 3 & Knuckles, delle sfere gialle che rimbalzano il personaggio in avanti o indietro di 4-5 sfere a seconda della direzione del personaggio.
Nel livello sono presenti inoltre un numero precisato di anelli che, come le sfere blu, varia di livello in livello: alcuni sono distribuiti nel livello mentre altri si possono fare apparire procedendo lungo il perimetro dei gruppi di sfere blu di almeno 3x3 come è illustrato nell'immagine. raccogliendo 50 anelli si riceve un continue, raccogliendone 100 una vita extra. Inoltre completare il livello trovando tutti gli anelli conferisce 50000 punti di "Perfect".

### Zone
Sono presenti 7 diverse zone, più una zona finale raggiungibile solo se durante il gioco si è riusciti a collezionare tutti gli Smeraldi del Caos. Il mancato raggiungimento di tale obiettivo e la conseguente esclusione dalla zona finale non pregiudicano comunque il buon esito del gioco. Completando l'ultima zona si aggiunge semplicemente una parte conclusiva ulteriore, che risulta più completa ai fini della storia. Tutte le zone sono suddivise in due atti, eccezion fatta per la quinta e la sesta che ne hanno uno solo. La quinta zona, inoltre, risulta molto differente dalle altre poiché è priva di Badniks e di boss finale ed è molto breve; è stata infatti inserita più per la completezza della trama del gioco, che qui si sviluppa in modo decisivo con il confronto tra Sonic e Knuckles.
- Mushroom Hill Zone (Zona delle Colline dei Funghi nell'edizione italiana): è ambientata in una foresta piena di enormi funghi che possono essere usati per rimbalzarci sopra. Dal secondo atto si vede l'evoluzione di tutte le stagioni: si parte infatti da un ambiente primaverile/estivo con prati e foglie verdi e con le capocchie dei funghi rossi, per passare alla stagione autunnale con prati e foglie rossastri e capocchie dei funghi blu, fino ad arrivare ad una stagione pseudo-invernale con prati e foglie (che non sono cadute) bianchi e funghi verdi. Quando Robotnik viene sconfitto si rifugia sul suo dirigibile Flying Battery sul quale il protagonista si aggrappa per continuare l'inseguimento. Uno dei Badnik di Mushroom Hill, il tasso che lancia funghi, compare in un cameo come pilota del dirigibile. Durante lo sviluppo il nome di questo livello era Mushroom Valley Zone.

- Flying Battery Zone (Zone delle Batterie Volanti nell'edizione italiana): la classica ambientazione meccanica-industriale, con grate rotanti, piattaforme mobili, congegni magnetici e pale rotanti, ha scenari sia interni sia esterni (col rischio di cadere nel vuoto, data la quota di un dirigibile in volo). Giunto alla fine, e battuto il dottore, il protagonista decide di saltare giù dall'aeromobile, ritrovandosi così al livello successivo. Un fatto curioso, la zona in origine era pensata per essere posizionata tra la Carnival Night Zone e la IceCap Zone in Sonic 3, con il cannone di Carnival Night che lancia Sonic sulla stessa fortezza volante vista nel secondo atto della Angel Island Zone (nel manuale della versione USA viene definita Flying Battery Blimp). Sonic e Tails avrebbero attraversato questo livello normalmente, ma Knuckles avrebbe saltato interamente il livello dato che, dopo aver sconfitto il boss di Carnival Night, si sarebbe teletrasportato direttamente alla IceCap. Questo spiega anche la mancanza di una "via per Knuckles" in questa zona. Una volta sconfitto il boss, Sonic sarebbe fuggito allo stesso modo abbattendo il portello e gettandosi giù. Quel portello sarebbe poi stato usato da Sonic come snowboard nell'atto 1 della IceCap Zone (l'idea verrà in seguito recuperata per Sonic Adventure 2). Si ritiene che il livello sia stato spostato in Sonic & Knuckles per bilanciare il numero di livelli completi in ogni gioco, cioè 6 livelli in Sonic 3 e 6 livelli in S&K, senza contare la Hidden Palace Zone e la Doomsday Zone che in realtà sono sottolivelli. Inoltre nei dati di gioco di Sonic 3 vi è un'icona di salvataggio nascosta, il che fa supporre che il livello fosse quasi completato quando è stato scartato.

- Sandopolis Zone (Zona di Sabbiopoli nell'edizione italiana): un livello desertico ambientato sulle rovine lasciate da un'antica civiltà. Il nome deriva da un gioco di parole tra "sand" (che in inglese significa "sabbia") e "polis" (che in greco significa "città"). L'ambientazione è prevalentemente esterna nel primo atto, con tanto di fondale con piramidi su un deserto soleggiato, templi e sabbie mobili, mentre è completamente interna nel secondo, dove si entra in un enorme tempio sotterraneo. Particolarità di questo atto è la possibilità di accendere il sistema di illuminazione del tempio, altrimenti col passare dei minuti diventa sempre più buio: nell'oscurità i fantasmi che lo infestano si fanno sempre più minacciosi, arrivando ad attaccare il giocatore, mentre con la piena luce spariscono. Finito il livello si continua la corsa sottoterra.

- Lava Reef Zone (Zona della Scogliere Lavica nell'edizione italiana): l'interno di un vulcano attivo pieno di lava, roccia e gas nocivi. Nel secondo atto l'ambientazione cambia radicalmente: la lava si raffredda e si solidifica, le pareti rocciose risplendono ora di minerali e le grotte si fanno più buie. Solo con l'arrivo di Robotnik l'ambiente si riaccende per un nuovo scontro tra i due. A partire da questo momento la partita inizia a cambiare considerevolmente a seconda del personaggio che si è scelto. Con Knuckles, infatti, non si affronta alcun Boss finale, passando direttamente al livello successivo; con Sonic bisogna battere il dottore e far raffreddare ancora una volta l'ambiente prima di proseguire.

- Hidden Palace Zone (Zona del Palazzo Misterioso nell'edizione italiana): non è da confondersi con il livello tagliato da Sonic 2 ma presente nella sua versione beta, in questo titolo Hidden Palace ha un design completamente diverso e si sviluppa in modo anomalo: non ha alcun Badnik né mini-boss, né boss finale, ma serve solo per portare avanti la trama. Giocando con Sonic, infatti, arriva il confronto-scontro con Knuckles, che risulterà risolutivo per la loro alleanza contro Robotnik. Giocando con Knuckles si attraversa semplicemente il livello (differente alle parti visitate da Sonic) che fa solo da tramite con la zona successiva.

- Sky Sanctuary Zone (Zona del Santuario Celeste nell'edizione italiana): antiche rovine fluttuanti tra le nuvole; ci si può arrivare solamente grazie ai congegni di teletrasporto presenti in Hidden Palace, di cui è custode Knuckles. Nonostante la quota elevata, le fontanelle spruzzano acqua inesorabilmente. Anche questo livello presenta grosse differenze a seconda del personaggio che si è scelto all'inizio della partita. Utilizzando Sonic l'unico atto si sviluppa normalmente, e alla fine bisognerà affrontare Mecha Sonic, che presenta lo stesso ventaglio di mosse mostrate nei precedenti titoli. Alla fine dello scontro, mentre le rovine stanno lentamente franando, Sonic corre sulla torre più alta e riesce a entrare nel Death Egg decollato a inizio schema. Utilizzando Knuckles si passa direttamente con il confronto con Mecha Sonic, che ruba il Master Emerald all'Eggrobot che lo aveva sottratto. Grazie alla preziosa gemma è in grado di trasformarsi in Super Mecha Sonic, boss finale del gioco per Knuckles.

- Death Egg Zone (Zona dell'Uovo della Morte nell'edizione italiana): il Death Egg è l'enorme astronave costruita dal Dr. Robotnik in Sonic the Hedgehog 2 e ricostruita in Sonic the Hedgehog 3 quando, grazie all'intervento di Sonic e Tails, il suo nuovo lancio in orbita fu sventato, e la nave spaziale cadde sulla bocca del vulcano di "Lava Reef". Ora, come si è potuto vedere esplorando quella zona, Robotnik è riuscito a riattivarla e a riportarla in orbita. La stazione orbitante è molto più complessa di quella vista appena un paio di titoli fa, con teletrasporti, campi di energia, generatori elettrici e cambi di gravità; è la massima espressione della tecnologia raggiunta dal malvagio dottore, completa di droidi di difesa e cannoni balistici. La forma esteriore e il nome traggono ispirazione dalla famosa Morte Nera del famosissimo film Guerre stellari il cui nome inglese infatti e Death Star. Il primo atto si svolge completamente all'interno della nave, dove se ne può ammirare la sfericità e il complesso cuore interno. Nel secondo atto l'ambientazione è perlopiù esterna, con viste panoramiche del pianeta terra. Alla fine del livello Sonic affronterà il suo ultimo nemico (si ricorda che la storia di Knuckles finisce alla zona precedente), il Great Eggman Robo, la più pericolosa macchina inventata da Robotnik. Se durante la partita non si è riusciti a conquistare tutti gli Smeraldi del Caos, una volta sconfitto il dottore si andrà direttamente al finale.

- Doomsday Zone (Zona del Giorno del Giudizio nell'edizione italiana): se invece durante la partita si è riusciti a conquistare tutti gli Smeraldi del Caos giocando con Sonic, si potrà accedere alla zona finale. Solo Super Sonic è infatti in grado di accedervi, trattandosi di un inseguimento a tutta velocità nello spazio, cosa che Sonic nella sua versione normale non è naturalmente in grado di fare. Il livello inizia con Super Sonic già trasformato e già con 50 anelli a disposizione; se per caso dovesse esaurire gli anelli prima di sconfiggere il dottore ritornerebbe nella sua forma normale, cadendo nel vuoto. L'ambientazione è essenziale e funzionale solo all'ultimissimo scontro: un inseguimento nello spazio aperto, in una zona ricca di piccoli asteroidi, con la vista del pianeta Terra a fare da cornice. Completando anche quest'ultimo livello, oltre ad aver salvato il mondo ed Angel Island, si potrà recuperare anche il Master Emerald dalle mani del perfido scienziato.

### Lock-on Technology
Questa tecnologia permetteva alla cartuccia di Sonic & Knuckles di inserire dentro alla cartuccia del gioco una delle cartucce dei vecchi capitoli di Sonic; questo permetteva di unire il gioco con quello che si inseriva e di sbloccare parti di livelli altrimenti inaccessibili o di usare personaggi altrimenti non selezionabili.
Il tutto nacque dal fatto che, quando il team di sviluppo stava ancora lavorando al gioco, si rese conto che il progetto intavolato era troppo ambizioso e decise così di spezzarlo in due parti: la prima fu Sonic the Hedgehog 3 mentre la seconda fu, per l'appunto, Sonic & Knuckles. Connettendo la cartuccia di Sonic the Hedgehog 3 con quella di Sonic & Knuckles si poteva giocare un'unica avventura chiamata Sonic 3 & Knuckles, che iniziava dal primo livello di Sonic 3 e finiva con l'ultimo di Sonic & Knuckles e permettendo la trasformazione dei personaggi in Super o Hyper Sonic, Super Tails e Super o Hyper Knuckles grazie all'aggiunta di 7 nuovi smeraldi, i Super Emeralds, collezionabili solamente dopo aver collezionato tutti i Chaos Emerald; questo accadeva perché i personaggi diventavano tutti selezionabili e ciò rendeva possibile di conseguenza usare/avere al seguito Tails in Sonic & Knuckles o usare Knuckles in Sonic 3; quest'ultimo inoltre da la possibilità di scoprire itinerari segreti con annessi boss alternativi.
In maniera analoga era possibile inserire anche la cartuccia di Sonic 2 o di Sonic 1: nel primo caso si ottiene Knuckles in Sonic 2 ed è possibile usare anche in quel caso Knuckles e accedere anche in questo caso a nuove sezioni di gioco ma, a causa di un'incompatibilità a livello del colore, non è possibile fare lo stesso con il primo dal momento che i due giochi sfruttano due palette differenti però in compenso è possibile sbloccare il minigioco Blue Sphere, una raccolta di 134.217.728 Special Stages dello stesso tipo di quelli presenti nel gioco.

## Accoglienza
La rivista Rolling Stone considerò Sonic 3 & Knuckles come uno dei migliori titoli della saga, trovando la giocabilità, le idee, la colonna sonora e la qualità del level design tra i punti più alti mai toccati dal franchise. Brady Langmann, Dom Nero e Cameron Sherrill di Esquire lo classificarono come il settimo migliore gioco della serie.

## Versioni alternative e conversioni

### Compilation
Come per i prequel e sequel usciti per Mega Drive, Sonic & Knuckles è stato convertito per un gran numero di compilation per console casalinghe, portatili e personal computer. La prima in cui ha fatto la sua apparizione è stata Sonic Jam (1997) per Sega Saturn e Game.com. In seguito è stato incluso in Sonic & Knuckles Collection (1997) e Sonic & Garfield Pack (1999) entrambi per Windows, Sonic Mega Collection (2002) per GameCube, Sonic Mega Collection Plus per PlayStation 2, Xbox e Windows, Sega Mega Drive Ultimate Collection (2009) per Xbox 360 e PlayStation 3, Sonic Classic Collection (2010) per Nintendo DS, Sega Mega Drive Classic Collection Gold Edition (2011) per Windows e Sonic Origins (2022) per PlayStation 5, Xbox Series X e Nintendo Switch..
Un caso particolare fra queste raccolte è quello della versione per Sega Saturn di Sonic Jam, che includeva delle opzioni di "remix" che permettevano la modifica del gioco: scegliendo la modalità "Normal" cambia la disposizione dei ring e dei vari pericoli, mentre quella "Easy" rimuove completamente certi atti dal gioco. L'edizione presente in Sega Mega Drive Ultimate Collection non dispone della funzionalità lock-on per via dei "tempi di sviluppo ristretti".
In Sonic Gems Collection (2005) per GameCube e PlayStation 2 è possibile sbloccare nella modalità Museo una demo del gioco che presenta un conto alla rovescia di dieci minuti e che permette di iniziare la partita direttamente dal boss finale, una volta sconfitto quest'ultimo il giocatore potrà continuare la partita fino allo scadere del tempo.

### Distribuzione digitale
Nel corso dei primi anni 2000, Sonic & Knuckles  è stato distribuito per Windows tramite il servizio online a noleggio Sega Game Honpo disponibile esclusivamente in Giappone. Inoltre è stato reso disponibile per il servizio Xbox Live il 9 settembre 2009 e successivamente è uscito per Virtual Console di Wii il 27 ottobre dello stesso anno in Giappone, il 12 febbraio 2010 in Europa e in Australasia e il 15 febbraio in Nord America. Entrambe le versioni furono sviluppate in modo tale che se almeno uno dei giochi compatibili con la tecnologia lock-on fosse stato scaricato dallo stesso account, si sarebbero automaticamente sbloccate le rispettive versioni "collegate". Per esempio, se il giocatore acquista dal negozio virtuale Sonic & Knuckles e Sonic 2, gli verrà fornita l'opzione di giocare a Knuckles in Sonic 2. Una versione per PC uscì il 26 gennaio 2011 tramite Steam, direttamente nell'edizione allungata Sonic 3 & Knuckles. Nel 2014 il programmatore australiano Christian Whitehead, autore del motore grafico Retro Engine utilizzato per le riedizioni di Sonic the Hedgehog, Sonic the Hedgehog 2 e Sonic CD negli anni 2010, pubblicò un video proof of concept di un'eventuale conversione di Sonic 3 & Knuckles per iOS e Android, ma SEGA non approvò il remake.

## Adattamenti
La seconda parte del film Sonic - Il film 2 è basata fedelmente sul gioco.